# Heinrich von Manteuffel
Heinrich von Manteuffel, född den 7 november 1696 i Pommern, död där den 10 juli 1778, var en preussisk militär.

## Biografi
von Manteuffel var vid Sjuåriga krigets utbrott (1756) generalmajor i preussisk tjänst och deltog med utmärkelse i Slaget vid Prag den 6 maj 1757. I september samma år blev han kommendant i Stettin och utförde några lyckade företag mot svenskarna. Under en del av 1758 stod han i spetsen för de mot svenskarna opererande stridskrafterna, men kunde icke uträtta något. I striden mot ryssarna vid Kay 1759 kommenderade von Manteuffel under Carl Heinrich von Wedel och blev sårad, men ryckte efter sitt tillfrisknande med en i Berlin bildad kår mot svenskarna, som drevs från preussiskt område. Han lyckades däremot inte i sitt försök att skaffa sig kvarter inom svenska gränsen (januari 1760), och 28 samma månad blev han vid Slaget vid Anklam sårad och tagen till fånga av svenskarna. Sedan han 1762 blivit frigiven, levde han på sina gods i Hinterpommern till sin död.